# Avrilly (Allier)
Avrilly és un municipi francès, situat al departament de l'Alier i a la regió d'Alvèrnia-Roine-Alps. L'any 2007 tenia 165 habitants.

## Demografia

### Població
El 2007 la població de fet d'Avrilly era de 165 persones. Hi havia 76 famílies de les quals 25 eren unipersonals (21 homes vivint sols i 4 dones vivint soles), 38 parelles sense fills i 13 parelles amb fills.
La població ha evolucionat segons el següent gràfic:
Habitants censats

### Habitatges
El 2007 hi havia 118 habitatges, 81 eren l'habitatge principal de la família, 23 eren segones residències i 14 estaven desocupats. 108 eren cases i 9 eren apartaments. Dels 81 habitatges principals, 59 estaven ocupats pels seus propietaris, 19 estaven llogats i ocupats pels llogaters i 3 estaven cedits a títol gratuït; 2 tenien dues cambres, 15 en tenien tres, 30 en tenien quatre i 34 en tenien cinc o més. 72 habitatges disposaven pel capbaix d'una plaça de pàrquing. A 36 habitatges hi havia un automòbil i a 34 n'hi havia dos o més.

### Piràmide de població
La piràmide de població per edats i sexe el 2009 era:
| Homes | Edats   | Dones |
| ----- | ------- | ----- |
| 0     | 95 o +  | 0     |
| 4     | 90 a 94 | 8     |
| 4     | 85 a 89 | 0     |
| 4     | 80 a 84 | 0     |
| 12    | 75 a 79 | 8     |
| 16    | 70 a 74 | 8     |
| 4     | 65 a 69 | 8     |
| 8     | 60 a 64 | 4     |
| 4     | 55 a 59 | 4     |
| 0     | 50 a 54 | 0     |
| 4     | 45 a 49 | 0     |
| 8     | 40 a 44 | 4     |
| 4     | 35 a 39 | 4     |
| 8     | 30 a 34 | 4     |
| 4     | 25 a 29 | 8     |
| 0     | 20 a 24 | 0     |
| 0     | 15 a 19 | 4     |
| 0     | 10 a 14 | 4     |
| 4     | 5 a 9   | 16    |
| 4     | 0 a 4   | 0     |

## Economia
El 2007 la població en edat de treballar era de 87 persones, 57 eren actives i 30 eren inactives. De les 57 persones actives 51 estaven ocupades (31 homes i 20 dones) i 6 estaven aturades (3 homes i 3 dones). De les 30 persones inactives 10 estaven jubilades, 9 estaven estudiant i 11 estaven classificades com a «altres inactius».

### Ingressos
El 2009 a Avrilly hi havia 77 unitats fiscals que integraven 169 persones, la mediana anual d'ingressos fiscals per persona era de 14.901 €.

### Activitats econòmiques
Dels 5 establiments que hi havia el 2007, 1 era d'una empresa de construcció, 1 d'una empresa de comerç i reparació d'automòbils, 1 d'una empresa de serveis i 2 d'empreses classificades com a «altres activitats de serveis».
Dels 2 establiments de servei als particulars que hi havia el 2009, 1 era un taller de reparació d'automòbils i de material agrícola i 1 electricista.
L'any 2000 a Avrilly hi havia 18 explotacions agrícoles que ocupaven un total de 846 hectàrees.

## Poblacions més properes
El següent diagrama mostra les poblacions més properes.